# Педерастија
Педерастија (грч. παίδ — „дете, дечак”; ἐραστής — „љубавник”) јесте назив за интимни однос између одрасле особе и адолесцента дечака који нису у сродности. Реч потиче из грчког језика и значи љубав према дечацима.
Током историје, педерастија је постојала као у оквиру многих култура. Статус педерастије промењен је током историје, од позитивног у позној старогрчкој култури, до крајње негативног у новој јудеохришћанској култури, и данас се сматра сексуалним злочином. У европској историји, најпознатија манифестација педерастије јесте она из грчке културе, која је  у 6. веку п. н. е. доживела свој врхунац. Грчка педерастија била је предмет више филозофских дебата.
Данас је законски статус педерастије у многим земљама одређен тиме да ли је дечак у добу које је по закону те земље доб кад особа може самостално да одлучује. Ако дечак није у тој доби, онда се педерастија сматра противзаконитом и третира се као сексуално злостављање деце.